# Dorfkirche Lunow

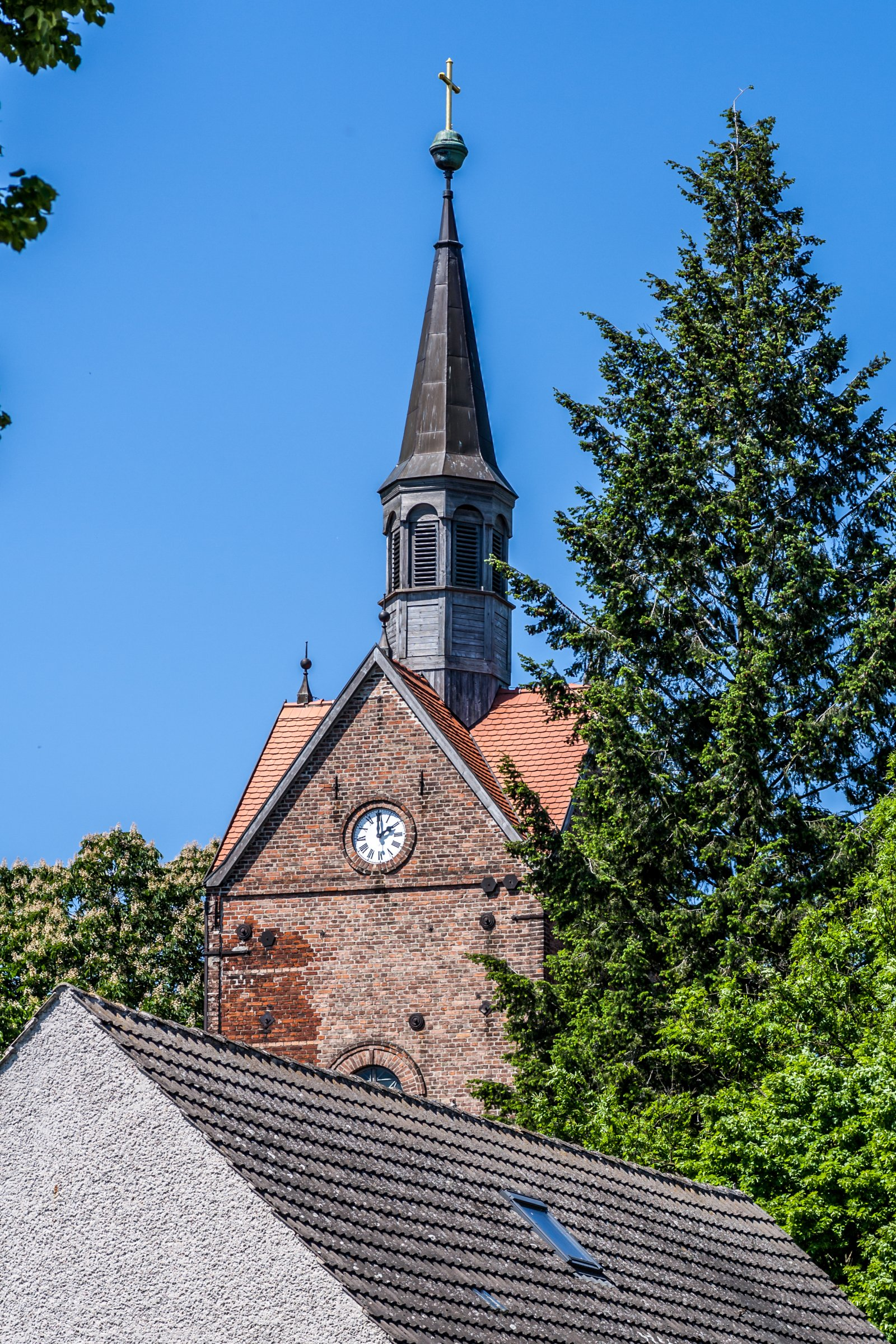
Dorfkirche Lunow

Die evangelische, denkmalgeschützte Dorfkirche Lunow steht in Lunow, einem Ortsteil der Gemeinde Lunow-Stolzenhagen im Landkreis Barnim von Brandenburg. Die Kirche gehört zum Kirchenkreis Barnim der Evangelischen Kirche Berlin-Brandenburg-schlesische Oberlausitz.

## Beschreibung
Die Feldsteinkirche wurde in der zweiten Hälfte des 13. Jahrhunderts erbaut. Sie besteht aus einem Langhaus und einem breiteren querrechteckigen Kirchturm im Westen, dessen untere Geschosse aus Feldsteinen 1751 mit einem quadratischen Geschoss aus Backsteinen aufgestockt wurde. Der Turmaufsatz erhielt 1848 im Rahmen einer Erneuerung sein heutiges Erscheinungsbild und den Abschluss durch sich kreuzende Satteldächer mit dem oktogonalen, durch einen Knickhelm bekrönten Dachreiter.
Der Innenraum ist mit einer hölzernen Flachdecke überspannt. Auf der Empore im Westen steht die Orgel, die um 1845 von Lang & Dinse gebaut wurde. Zur Kirchenausstattung gehört ein hölzerner Kanzelaltar, dessen Kanzel sich zwischen korinthischen Pilastern befindet. Das Taufbecken stammt aus dem ersten Viertel des 17. Jahrhunderts.